# U-Bahn-Station Elterleinplatz
Elterleinplatz is een toekomstig metrostation in het district Hernals van de Oostenrijkse hoofdstad Wenen.